# Proisotominae
Proisotominae zijn een onderfamilie van springstaarten uit de familie Isotomidae. De onderfamilie telt 466 beschreven soorten.

## Geslachten
- Appendisotoma (21 soorten)
- Archisotoma (25 soorten)
- Arlea (7 soorten)
- Ballistura (23 soorten)
- Bonetrura (1 soort)
- Burmisotoma (1 soort)
- Clavisotoma (14 soorten)
- Cliforga (1 soort)
- Dimorphotoma (2 soorten)
- Folsomia (162 soorten)
- Folsomides (62 soorten)
- Folsomina (5 soorten)
- Gnathisotoma (4 soorten)
- Gnathofolsomia (2 soorten)
- Guthriella (1 soort)
- Mucrotoma (1 soort)
- Narynia (3 soorten)
- Proisotoma (77 soorten)
- Pseudofolsomia (2 soorten)
- Scutisotoma (29 soorten)
- Strenzketoma (1 soort)
- Subisotoma (15 soorten)
- Villusisotoma (2 soorten)
- Weberacantha (5 soorten)